# Reginald Beck
Reginald Beck (* 5. Februar 1902 in Sankt Petersburg; † 12. Juli 1992 in England) war ein britischer Filmeditor.

## Leben
Im Jahr 1902 in Sankt Petersburg geboren, zog Reginald Beck 1915 mit seiner Familie nach England. 1927 stieß er zu den Gainsborough’s Islington Studios, wo er als Kameraassistent erste Erfahrungen im Filmgeschäft sammelte. Ab 1932 war er beim britischen Film als Editor für verschiedene Filmstudios tätig. Eine der ersten größeren Produktionen, an denen er beteiligt war, war Carol Reeds Filmdrama Die Sterne blicken herab (1940) mit Michael Redgrave in der Hauptrolle. Nach zwei Filmen unter der Regie von Anthony Asquith wurde Laurence Olivier auf Beck aufmerksam und verpflichtete ihn daraufhin für seine Shakespeare-Verfilmung Heinrich V. (1944). Neben seiner Beschäftigung als Filmeditor half Beck hinter den Kulissen dem als Regisseur noch unerfahrenen Olivier bei zahlreichen Entscheidungen bezüglich Filmbauten, Erzähltempo und Einstellungsgröße. Bei Oliviers Oscar-prämierten Filmdrama Hamlet (1948) fungierte Beck als sogenannter „Associate Producer“.
1958 arbeitete Beck für den Film Dämon Weib erstmals mit Regisseur Joseph Losey zusammen. Es folgten zahlreiche gemeinsame Produktionen wie Brandung (1968), Die Frau aus dem Nichts (1968) und Die romantische Engländerin (1975). Vor allem Loseys mit zahlreichen Rückblenden erzählte Film Der Mittler war von Becks Schnitt geprägt. Für Loseys Opernverfilmung Don Giovanni erhielt Beck 1980 den französischen Filmpreis César in der Kategorie Bester Schnitt. Ende der 1970er Jahre zog sich Beck aus dem Filmgeschäft zurück. Losey konnte ihn jedoch noch einmal für den Schnitt seines letzten Films Streaming (1985) gewinnen. Mit seiner Frau Rene betrieb Beck das Pub „The Jolly Woodman“ in Burnham Beeches. Beck starb 1992, ein Jahr nach dem Tod seiner Frau, im Alter von 90 Jahren.

## Filmografie (Auswahl)
- 1932: The Return of Raffles
- 1936: Rhythm in the Air
- 1936: Find the Lady
- 1938: This Man Is News
- 1939: This Man in Paris
- 1940: Die Sterne blicken herab (The Stars Look Down)
- 1941: Eine ruhige Hochzeit (Quiet Wedding)
- 1944: Heinrich V. (Henry V)
- 1945: Journey Together
- 1951: Entführung ins Glück (The Wonder Kid)
- 1953: Die Bettleroper (The Beggar’s Opera)
- 1953: Anna von Singapur (Laughing Anne)
- 1953: Twice Upon a Time
- 1957: Heiße Erde (Island in the Sun)
- 1958: Dämon Weib (The Gypsy and the Gentleman)
- 1958: Die Pranke des Tigers (Harry Black)
- 1959: Die Schamlosen (Serious Charge)
- 1961: The Trunk
- 1962: Eva
- 1964: Die Lederjungen (The Leather Boys)
- 1966: Modesty Blaise – Die tödliche Lady (Modesty Blaise)
- 1967: Accident – Zwischenfall in Oxford (Accident)
- 1967: Überfall (Robbery)
- 1968: Brandung (Boom)
- 1968: Die Frau aus dem Nichts (Secret Ceremony)
- 1970: Im Visier des Falken (Figures in a Landscape)
- 1971: Der Mittler (The Go-Between)
- 1972: Das Mädchen und der Mörder (L’Assassinat de Trotsky)
- 1973: Nora (A Doll’s House)
- 1975: Galileo
- 1975: Die romantische Engländerin (The Romantic Englishwoman)
- 1978: Straßen nach Süden (Les Routes du sud)
- 1979: Don Giovanni
- 1985: Steaming

## Auszeichnungen
- 1980: César in der Kategorie Bester Schnitt für Don Giovanni